# شاه سلطان (دختر سلیم دوم)
شاه سلطان، (۱۵۴۴ مانیسا –  ۳ نوامبر ۱۵۸۰ استانبول) دختر سلیم دوم از همسرش نوربانو سلطان، نوه سلیمان قانونی و خرم سلطان، خواهر مراد سوم هم‌چنین عمه محمد سوم بود‌. 

## زندگی‌نامه
شاه سلطان در سال ۱۵۴۴ در مانیسا متولد شد، زمانی که پدرش هنوز یک شاهزاده بود. مادرش نوربانو سلطان بود. او فرزند ارشد پدر و مادرش بود.   
در سال ۱۵۶۲، اتحادهای قوی برای دختران شهزاده سلیم، شاهزاده‌ای که جانشین سلیمان بود در نظر گرفته شد، در ۱۷ اوت ۱۵۶۲، اسماخان با سوکلو محمد پاشا، گوهرخان با دریاسالار پیاله پاشا و شاه سلطان با حسن پاشا هم‌چنین شاه سلطان دختر شاهزاده مصطفی با داماد عبدالکریم پاشا ازدواج کردند در همان زمان خزانه داری دولت هزینه های عروسی امپراتوری را پوشش داد و ۱۵۰۰۰ فلورین به عنوان هدیه عروسی به داماد‌های امپراتوری اعطا کرد. 
پس از مرگ حسن پاشا، شاه سلطان در سال ۱۵۷۲ با زال محمود پاشا وزیر سوم ازدواج کرد. ظاهرا این یک ازدواج عاشقانه بود. آن‌ها صاحب یک پسر و یک دختر شدند. 
شاه سلطان در ۳ نوامبر ۱۵۸۰ درگذشت و در مسجد شوهرش که او و شوهرش ساخته بودند به خاک سپرده شد. گفته شد که شاه سلطان  و شوهرش در یک زمان بیمار شدند، با هم مردند. البته پاشا ۱۲ روز بعد درگذشت و همراه شاه سلطان به خاک سپرده شد. 